# Arnold Schönhage
Arnold Schönhage (Lockhausen, Bad Salzuflen, Estado Livre de Lippe, 1 de dezembro de 1934) é um matemático e cientista da computação alemão
Schönhage estudou na Universidade de Colônia, e foi professor da Universidade de Constança, Universidade de Tübingen e Universidade de Bonn. Desenvolveu com Volker Strassen o Algoritmo Schönhage-Strassen.
Schönhage projetou e implementou com Andreas Grotefeld e Ekkehart Vetter uma máquina de Turing.
Foi palestrante do Congresso Internacional de Matemáticos em Berkeley (1986: Equation solving in terms of computational complexity).